# Pseudoamblyteles urticae
Pseudoamblyteles urticae är en stekelart som först beskrevs av Tohru Uchida 1926.  Pseudoamblyteles urticae ingår i släktet Pseudoamblyteles och familjen brokparasitsteklar. Inga underarter finns listade i Catalogue of Life.